# Italia Vitaliani
Italia Vitaliani (Turín, 20 de agosto de 1866 – Milán, 6 de diciembre de 1938) fue una actriz y directora teatral de nacionalidad italiana. 

## Biografía
Nacida en el seno de una familia de intérpretes, debutó en la escena con trece años en la compañía teatral de Luigi Bellotti Bon y Marini, dirigida por su tío Cesare Vitaliani, actor, escritor y director teatral.
Su padre era Vitaliano Vitaliani, un actor brillante, emulador de Claudio Leigheb, y su madre Elisa Duse (hermana del padre de Eleonora Duse). En 1883 formó parte de la Compagnia Nazionale, y al año siguiente de la compañía de Cesare Rossi, en la cual también actuaba su prima Eleonora.
En 1892, Vitaliani se hizo directora teatral, una de las primeras mujeres en cumplir con dicha función, y fue tan buena que se hablaba de ella como de "un perfecto caballero".